# والمنروت
والمنروت (به آلمانی: Wallmenroth) یک شهر در آلمان است که در راینلاند-فالتس واقع شده‌است.

## خصوصیات
والمنروت ۱٬۲۴۸ نفر جمعیت دارد.